# Lindsaea vitiensis
Lindsaea vitiensis är en ormbunkeart som beskrevs av Kramer. Lindsaea vitiensis ingår i släktet Lindsaea och familjen Lindsaeaceae. Inga underarter finns listade.